# Sülldorf (Sülzetal)
Sülldorf is een plaats in de Duitse gemeente Sülzetal. De gemeente ligt in de Landkreis Börde in de deelstaat Saksen-Anhalt. Sülldorf telt 374 inwoners (2006).